# Adeline Blancquaert

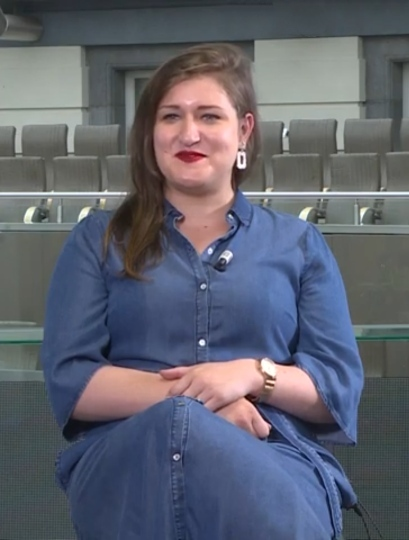
Adeline Blancquaert in 2019.

Adeline Blancquaert (Gent, 24 mei 1996) is een Belgisch Vlaams-nationalistisch politica voor het Vlaams Belang.

## Levensloop
Blancquaert werd geboren in een Vlaamsgezind gezin dat jaarlijks naar de IJzerbedevaart ging. Ze ging Engels-Spaans studeren aan de Universiteit van Gent, waar ze zich aansloot bij het Katholiek Vlaams Hoogstudentenverbond. Via het KVHV verzeilde ze in de raad van bestuur van de Vlaams Belang Jongeren. Beroepshalve werd Blancquaert bediende.
Van januari 2019 tot oktober 2023 was ze voor het Vlaams Belang gemeenteraadslid van Gent. Ze nam ontslag vanwege haar verhuis naar Erembodegem, een deelgemeente van Aalst, waar ze lijsttrekker voor haar partij werd bij de gemeenteraadsverkiezingen van oktober 2024. Ze werd verkozen en ging nadien zetelen in de gemeenteraad van Aalst.
Bij de Vlaamse verkiezingen van 26 mei 2019, werd ze voor de kieskring Oost-Vlaanderen eveneens verkozen in het Vlaams Parlement. Ze werd er lid van de commissies Wonen en Onroerend Erfgoed en Algemeen Beleid, Financiën, Begroting en Justitie. Ook werd ze door haar partij afgevaardigd naar de Senaat als deelstaatsenator, een functie die ze uitoefende tot in 2024. Blancquaert werd bij de Vlaamse verkiezingen van 9 juni 2024 herkozen en werd in de legislatuur 2024-2029 ondervoorzitter van de commissie Wonen en Onroerend Erfgoed.